# あなたの願いを言えば
『あなたの願いを言えば』（韓国語：당신이 소원을 말하면）は2022年8月10日から9月29日までKBS2で放送された大韓民国のテレビドラマ。

## あらすじ
人生の崖っぷちに追い込まれた青年が、ホスピスで人々の最後の願いを聞き、心の痛みを癒やしていくヒーリングドラマ。

## 出演

### 主要人物
ユン・ギョレ：チ・チャンウク
カン・テシク：ソン・ドンイル
ソ・ヨンジュ：チェ・スヨン（少女時代）

### 周辺人物
ハ・ジュンギョン：ウォン・ジアン
ヨム・スンジャ：ヤン・ヘギョン
チェ・ドクジャ：キル・ヘヨン
ファン・チャヨン：ユ・スヌン
ユ・ヨジン：チョン・チェウン